# Phalotris shawnella
Espèce
Phalotris shawnella  est une espèce de serpents de la famille des Dipsadidae.

## Répartition
Cette espèce est endémique de la région de Colonia Volendam et de Laguna Blanca (d) (un site écologique et touristique), situé dans le département de San Pedro au Paraguay.

## Description
L'holotype de Phalotris shawnella, un mâle adulte, mesure 400 mm.

## Systématique
L'espèce Phalotris shawnella a été décrite en 2022 par Paul Smith (d), Jean-Paul Brouard (d) et Pier Cacciali (d),.

## Étymologie
L'épithète spécifique, shawnella, lui a été donnée en l'honneur de deux enfants nés à la même période que la création de la fondation Para La Tierra, ce qui a inspiré ses fondateurs à travailler pour la conservation de la faune paraguayenne pour, qu'un jour, ces enfants puissent hériter d'un monde meilleur. Ces deux enfants étaient Shawn Ariel Smith Fernandez et Ella Bethany Atkinson et l'épithète spécifique est la combinaison de leurs deux prénoms.

## Publication originale
- (en) Paul Smith, Jean-Paul Brouard et Pier Cacciali, « A new species of Phalotris (Serpentes, Colubridae, Elapomorphini) from Paraguay », Zoosystematics and Evolution, Pensoft Publishers (d), vol. 98, no 1,‎ 7 mars 2022, p. 77-85 (ISSN 1860-0743 et 1435-1935, OCLC 256010449, DOI 10.3897/ZSE.98.61064, lire en ligne).